# Голуб камерунський
Го́луб камерунський (Columba sjostedti) — вид голубоподібних птахів родини голубових (Columbidae). Мешкає в Камеруні, Нігерії та Екваторіальній Гвінеї. Вид названий на честь шведського зоолога Інгве Шьоседта.

## Опис
Довжина птаха становить 33-37 см. Голова шия і горло сірі, зверху більш темні. Груди і живіт каштанові, крила сірі. Груди і крила поцятковані білими плямками. Хвіст темно-сірий. Райдужки жовтувато0білі, дзьоб жовтий, біля основи темно-червоний.

## Поширення і екологія
Камерунські голуби мешкають в горах Камерунського нагір'я на заході Камеруну, зокрема на горі Оку та у нагір'ї Баменда, а також на плато Обуду та Мамбілла на сході Нігерії, та на острові Біоко в Екваторіальній Гвінеї. Вони живуть в густих гірських тропічних лісах, іноді трапляються на відкритих місцевостях. Зустрічаються поодинці або невеликими зграйками на висоті від 1000 до 2500 м над рівнем моря, на плато Обуду найчастіше трапляються на висоті 1800 м над рівнем моря. Живляться плодами і насінням, зокрема Polyscias fulva та Syzygium guineense, іноді долають великі відстані, щоб дістатися до місць годування. Гніздяться на деревах, в кладці одне біле яйце.